# Vateria
Vateria es un género de plantas con flores de la familia Dipterocarpaceae con 35 especies descritas.

## Taxonomía
El género fue descrito por Carlos Linneo y publicado en Species Plantarum 515. 1753. La especie tipo es: Vateria indica L. 

## Especies seleccionadas
- Vateria acuminata
- Vateria affinis
- Vateria canaliculata
- Vateria ceylanica
- Vateria copallifera
- Vateria cordifolia
- Vateria disticha
- Vateria elegans
- Vateria indica, Linn
- Vateria macrocarpa, B.L. Gupta